# Brogylet
Brogylet är en sjö i Karlshamns kommun i Blekinge och ingår i Mieåns huvudavrinningsområde. Sjön har en area på 0,0652 kvadratkilometer och ligger 49,3 meter över havet. Sjön avvattnas av vattendraget Mieån.

## Delavrinningsområde
Brogylet ingår i det delavrinningsområde (623854-144005) som SMHI kallar för Ovan 623675-144044. Medelhöjden är 63 meter över havet och ytan är 3,97 kvadratkilometer. Räknas de 14 avrinningsområdena uppströms in blir den ackumulerade arean 250,29 kvadratkilometer. Avrinningsområdets utflöde Mieån mynnar i havet. Avrinningsområdet består mestadels av skog (73 procent) och jordbruk (11 procent). Avrinningsområdet har 0,33 kvadratkilometer vattenytor vilket ger det en sjöprocent på 8,3 procent.